# 地狱山
地狱山（日语：／）或特列祖别茨火山（俄語：Вулкан Трезубец）是得抚岛的火山，属萨哈林州库里尔斯克区，海拔1,220米，山体由安山岩组成。